# Kalle Karlsson
Kalle Shantha Karlsson (* 23. November 1981) ist ein ehemaliger schwedischer Journalist und derzeitiger Fußballtrainer.

## Sportlicher Werdegang
Karlsson spielte im Amateurbereich Fußball, musste aber verletzungsbedingt frühzeitig seine Karriere beenden. Daher arbeitete er in der Folge als Sportjournalist und war im Laufe der Jahre für VLT, Dagens Nyheter, Expressen, Eurosport und zuletzt bei Sportbladet tätig.
Parallel zur Journalistentätigkeit begann Karlsson 2002 beim Siebtligisten IK Oden mit der ersten Trainertätigkeit. Später war er zunächst Trainerassistent und ab 2015 Cheftrainer beim Karlbergs BK, mit dem er in die viertklassige Division 2 aufstieg. Nachdem die Arbeitsbelastung zu hoch wurde, fokussierte er sich trotz eines Angebots, als Leiter der Sportredaktion zu VLT zurückzukehren, auf seine Trainertätigkeit. Den Klub etablierte er im vorderen Tabellenbereich und verpasste zweimal erst in den Aufstiegsspielen den Sprung in die Division 1. Damit weckte er höherklassiges Interesse und übernahm Anfang 2017 den Drittligisten Vasalunds IF in der Division 1. In der Spielzeit 2017 verpasste er mit dem Klub den Klassenerhalt und kehrte daraufhin zu Karlbergs BK zurück. Dort wurde er in den folgenden beiden Spielzeiten jeweils Vizestaffelsieger und verpasste erneut erst in den Aufstiegsspielen jeweils den Drittligaaufstieg.
Nach Ende der Spielzeit 2019 verpflichtete der Zweitligist Västerås SK Karlsson als Trainerassistent des ebenfalls für die folgende Spielzeit geholten neuen Cheftrainers Thomas Askebrand Im August 2021 trennte sich der Klub im Abstiegskampf befindlich von Askebrand und Karlsson rückte als Nachfolger auf.  Am Ende der Spielzeit 2021 schaffte er mit der Mannschaft mit einem Punkt Vorsprung auf die Relegationsplätze den Klassenerhalt und platzierte sich in der folgenden Spielzeit im mittleren Tabellenbereich. In der Spielzeit 2023 etablierte er den Klub an der Tabellenspitze und im Oktober des Jahres wurde der Vertrag vorzeitig um zwei Jahre verlängert. Als Zweitligameister führte er den Klub am Saisonende in die Allsvenskan. In der Erstliga-Spielzeit 2024 belegte er mit dem Klub jedoch nur abgeschlagen den letzten Tabellenplatz. Nachdem er dennoch nach Saisonende mit einigen Ligakonkurrenten in Verbindung gebracht worden war, verkündete er im Dezember seinen Verbleib beim Klub.